# 鬼キャン

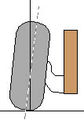
キャンバー角

鬼キャン（おにキャン）とは、自動車のキャンバー角を極端にマイナス（ネガティブキャンバー）にするカスタマイズ方法の俗称、あるいはそのカスタムを施した状態の俗称である。極端であることを鬼と表現し、鬼のようなネガティブキャンバーであることからこのように呼ばれる。英語圏でいう4輪に極端なネガティブキャンバーを施す「スタンス」と呼ばれるチューニングに相当する。現在ではドレスアップ目的で行われることが多い。

## 概要
キャンバー角はもともとはステアリング操作の補助やコーナリング性能の向上を目的にして行われているものである。かつてはレースカーが性能向上のためにホイール・アライメントを大きく変化させていた。それが特にドリフト族に影響を与え、深いカウンターステアを得るためにキャンバー角を大きくマイナスにするチューニングを行っていた。これは現在でもドリ車において見かけることができる。
現在においては、サスペンションやパワーステアリングの技術が進化したため、性能向上のために極端に大きく変化させることは少なくなっている。しかし、キャンバー角の大きな変化は車の外見において大きく影響を与えるため、一部から性能とは関係のないドレスアップ目的で注目されるようになった。

## 主な手法
単純にローダウンするだけでもジオメトリーが変化して結果的に鬼キャンになることもある。しかし、通常は車高を下げた上でさらにハブボルトやサスペンションアーム、アッパーマウントなどを社外品に交換することによってより大きな角度をつけられるようにしていることが多い。

## 欠点
このドレスアップとしてのカスタマイズ方法には、車の性能面においての利点は皆無に等しく、数多くの欠点のみが存在する。
- ホイールアライメントが狂うため、走行性能、特に直進性能が大きく悪化してハンドルが取られやすくなる（前輪に施した場合に影響大）。
- サスペンションやショックアブソーバーが正常に働かず、乗り心地が大きく悪化する。
- タイヤが常に大きく傾いた状態で地面に接するため、偏磨耗が避けられない。
- 走行抵抗が増加するため、燃費が悪化する。
- ハブベアリングやナックルなどの部品に過剰な負荷をかけるために車の寿命が縮む。走行中の破損の危険性も高まる。
- 極端に最低地上高が低くなるため、ちょっとした道路の段差でもマフラーやバンパーを破損しやすくなる。
- 下記の違法改造状態を誘発しやすい。また違法改造に該当する場合は車検に通せないばかりか警察による検挙の対象にもなる。同時に改造を施した業者、整備工場も検挙の対象となる。

## 違法改造の可能性
鬼キャンのように極端なキャンバー角をつけた場合、日本では道路運送車両法に適合しない違法改造となる可能性がある。可能性があるのは主に以下の2つである。

### 車体からのタイヤはみ出し
車体からタイヤがはみ出してしまうと違法改造となる場合がある。その根拠となる法令は以下の通りである。
- 道路運送車両の保安基準（昭和二十六年七月二十八日運輸省令第六十七号）第18条（車枠及び車体）第1項第2号[2]
- 道路運送車両の保安基準の細目を定める告示 第3節 第178条（車枠及び車体）第2項[3]

上記の法令等によれば、全ての車輪は「自動車が直進姿勢をとった場合において、車軸中心を含む鉛直面と車軸中心を通りそれぞれ前方 30 °及び後方 50 °に交わる2平面によりはさまれる走行装置の回転部分（タイヤ、ホィール・ステップ、ホィール・キャップ等）が当該部分の直上の車体 （フェンダ等）より車両の外側方向に突出していないもの」と定められている。すなわち、鬼キャンのように極端なキャンバー角をつけた場合でも、上記に定める範囲が車体（フェンダー）からはみ出てしまうと違法改造となる。
ネガティブキャンバーが必ずしも違法改造となるわけではない。適切な範囲であれば旋回性能の向上が期待でき、ゼロキャンバーのときはみ出していたタイヤがネガティブキャンバーにすることで法令に適合し車検にも通るようになる場合もある。鬼キャンであっても、上記に定める範囲が車体からはみ出さなければ問題はない。

### 最低地上高
最低地上高（地面と車体の一番低い箇所の距離）が9 cm以上確保されていない場合は違法改造となる。その根拠となる法令は以下の通りである。
- 道路運送車両の保安基準（昭和二十六年七月二十八日運輸省令第六十七号）第3条（最低地上高）[2]
- 道路運送車両の保安基準の細目を定める告示 第3節 第163条（最低地上高）[4]

鬼キャンは極端にタイヤを傾けるので、必然的に最低地上高も低くなる。よって、上記の基準に違反するおそれが高まる。